# Erasure (álbum)
Erasure es el séptimo álbum de estudio del dúo británico de synthpop Erasure. Fue producido por Thomas Fehlmann y Gareth Jones, y editado en 1995 por Mute Records en el Reino Unido, y por Elektra Records en los Estados Unidos.
Se trata de un álbum más experimental e instrospectivo que los anteriores discos del dúo, típicamente formados por canciones pop de tres minutos. La mayoría de los once temas supera los cinco minutos, varios con largos interludios instrumentales y contó con la presencia de artistas invitados como el London Community Gospel Choir y Diamanda Galas.
A pesar de ser apreciado por su naturaleza experimental, el álbum marcó el inicio del descenso del dúo en su popularidad en lo que respecta a la música comercial. A pesar de suceder a una seguidilla de cinco álbumes consecutivos número 1 en el Reino Unido, este no ingresó en el Top 10, como tampoco los dos discos sencillos correspondientes. El álbum alcanzó el puesto 14° del ranking británico.

## Listado de canciones
El álbum fue editado en cuatro formatos, el estándar en disco compacto, en doble vinilo, en casete de cinta magnética de audio y en minidisco de Sony.
Edición en CD
| Erasure |                                        |          |  |
| N.º     | Título                                 | Duración |  |
| 1.      | «Guess I'm Into Feeling» (Intro)       | 3:38     |  |
| 2.      | «Rescue Me»                            | 6:10     |  |
| 3.      | «Sono Luminus»                         | 7:51     |  |
| 4.      | «Fingers & Thumbs (Cold Summer's Day)» | 6:43     |  |
| 5.      | «Rock Me Gently»                       | 10:01    |  |
| 6.      | «Grace»                                | 5:54     |  |
| 7.      | «Stay with Me»                         | 6:43     |  |
| 8.      | «Love the Way You Do So»               | 6:43     |  |
| 9.      | «Angel»                                | 5:31     |  |
| 10.     | «I Love You»                           | 6:28     |  |
| 11.     | «A Long Goodbye»                       | 5:33     |  |

Edición en LP
Es la única obra del dúo que apareció en doble disco de vinilo, solamente para el mercado europeo al igual que todos sus otros materiales, desde que este formato dejara de ser el estándar y cediera ese lugar al formato digital.
Disco uno
| Lado A |                                  |          |  |
| N.º    | Título                           | Duración |  |
| 1.     | «Guess I'm Into Feeling» (Intro) | 3:38     |  |
| 2.     | «Rescue Me»                      | 6:10     |  |
| 3.     | «Sono Luminus»                   | 7:51     |  |

| Lado B |                                        |          |  |
| N.º    | Título                                 | Duración |  |
| 1.     | «Fingers & Thumbs (Cold Summer's Day)» | 6:43     |  |
| 2.     | «Rock Me Gently»                       | 10:01    |  |

Disco dos
| Lado C |                          |          |  |
| N.º    | Título                   | Duración |  |
| 1.     | «Grace»                  | 5:54     |  |
| 2.     | «Stay with Me»           | 6:43     |  |
| 3.     | «Love the Way You Do So» | 6:43     |  |

| Lado D |                  |          |  |
| N.º    | Título           | Duración |  |
| 1.     | «Angel»          | 5:31     |  |
| 2.     | «I Love You»     | 6:28     |  |
| 3.     | «A Long Goodbye» | 5:33     |  |

Edición en MD
El álbum Erasure fue de los pocos trabajos del dúo que aparecieron en el poco popularizado minidisco de Sony. Este producto fue distribuido solamente en Alemania y actualmente ya no está disponible, al igual que el propio formato.

## Créditos
- Escrito por: Clarke/Bell.
- Publicado por: Musical Moments (Europe) Ltd/Minotaur Music Ltd/Sony/ATV Music Publishing (UK) Ltd.
- Productores: Thomas Fehlmann y Gareth Jones.
- Grabado en: 37B y The Strongroom.
- Ingeniero: 
  - George Holt en 37B.
  - Lloyd Puckitt en The Strongroom, asistido por Patrick McGovern.
- Mezclado por: François Kevorkian en The Strongroom.

- Excepto:
  - «Love The Way You Do So» y «Angel» mezclados por: Dave Bascombe en Air, asistido por Andy Strange y Ian Huffam.
- Coros:
  - Solos de Diamanda Galas en «Rock Me Gently» y «Angel»
    - Grabado en Sorcerer Sound.
    - Ingeniero: Blaise Dupuy.

  - Ruby James en «Grace».
  - Paul Hickey en «Love The Way You Do So».
  - Los miembros del coro The London Community Gospel Choir en «Rock Me Gently» y «Stay With Me».
- Masterizado por: Mike Marsh en The Exchange.
- Diseño: Slim Smith.
- Ilustraciones: Ashley Potter/Artbank International London.

## Erasure (álbum) - (2CD Deluxe Hardback Book Album)
En noviembre de 2022, se editó una versión remasterizada en disco doble, uno que contiene el álbum original y el otro con los lados B de esta etapa, más remezclas y rarezas.
Edición en CD
| Disco uno, CD Erasure |                                        |          |  |
| N.º                   | Título                                 | Duración |  |
| 1.                    | «Intro: Guess I'm Into Feeling»        | 3:38     |  |
| 2.                    | «Rescue Me»                            | 6:10     |  |
| 3.                    | «Sono Luminus»                         | 7:51     |  |
| 4.                    | «Fingers & Thumbs (Cold Summer's Day)» | 6:43     |  |
| 5.                    | «Rock Me Gently»                       | 10:01    |  |
| 6.                    | «Grace»                                | 5:54     |  |
| 7.                    | «Stay with Me»                         | 6:43     |  |
| 8.                    | «Love the Way You Do So»               | 6:43     |  |
| 9.                    | «Angel»                                | 5:31     |  |
| 10.                   | «I Love You»                           | 6:28     |  |
| 11.                   | «A Long Goodbye»                       | 5:33     |  |

| Disco dosː Lados B, Remezclas y rarezas |                                                                                    |          |  |
| N.º                                     | Título                                                                             | Duración |  |
| 1.                                      | «Fingers & Thumbs (Cold Summer's Day)» (SoundFactory Remix Radio Edit)             |          |  |
| 2.                                      | «Angel» (Love Eternal Remix by TSF -previously unreleased-)                        |          |  |
| 3.                                      | «Rock Me Gently» (Stubbleman Remix -previously unreleased-)                        |          |  |
| 4.                                      | «Stay With Me» (Guitar Mix)                                                        |          |  |
| 5.                                      | «Sono Luminus» (Live Acoustic Version)                                             |          |  |
| 6.                                      | «True Love Wars»                                                                   |          |  |
| 7.                                      | «HI NRG»                                                                           |          |  |
| 8.                                      | «Chertsey Endlos»                                                                  |          |  |
| 9.                                      | «Fingers & Thumbs (Cold Summer's Day)» (Daybreakers Remix -previously unreleased-) |          |  |
| 10.                                     | «Stay With Me» (NY Mix)                                                            |          |  |
| 11.                                     | «True Love Wars» (Omni)                                                            |          |  |
| 12.                                     | «Rock Me Gently» (Demo)                                                            |          |  |
| 13.                                     | «Sono Luminus» (Demo)                                                              |          |  |
| 14.                                     | «Cold Summer's Day» (Wigstock Version)                                             |          |  |
| 15.                                     | «Rock Me Gently» (Glen Nicholls & Nick Squires Remix -previously unreleased-)      |          |  |